# Chrysophora chrysochlora
Chrysophora chrysochlora (лат.) — вид пластинчатоусых жуков (Scarabaeidae: Rutelinae: Rutelini), которых местные индейцы используют в качестве украшений. Неотропика: Колумбия, Перу, Эквадор. 

## Описание
Длина тела от 25 до 42 мм. Спинная часть тела металлически блестящая, зелёная. Самцы с морщинистыми надкрыльями и длинными ногами. Встречаются во влажных и сухих тропических лесах на высотах от 180 до 1000 м с февраля по май. Жуки ассоциированы с такими растениями как  буддлея (норичниковые), Gynerium sagittatum (Poaceae), Senna reticulata и леуцена светлоголовчатая (бобовые). Личинки и куколки сходны с родом Pelidnota.
Южноамериканские индейцы  (племена Jivaro, Shuar и Sequoia) используют надкрылья, переднеспинку, ноги или целиком этих жуков в качестве украшений для изготовления ожерелий и головных уборов (Ratcliffe 2006, Ratcliffe et al. 2015, Le Tirant and Limoges 2016).